# Vorau
Vorau ist eine Marktgemeinde mit 4624 Einwohnern (Stand 1. Jänner 2024) in der Steiermark (Österreich) im Gerichtsbezirk Fürstenfeld und im politischen Bezirk Hartberg-Fürstenfeld. Bekannt ist Vorau durch das Augustiner-Chorherrenstift Vorau mit seiner für seine alten Handschriften berühmten Bibliothek.

## Geografie
Vorau liegt im Oststeirischen Hügelland in einer Höhenlage zwischen 470 und 1248 Meter (Pongratzer Kogel). Die Grenze im Norden und Nordosten bildet die Lafnitz. Entwässert wird das Gemeindegebiet durch den Voraubach und seine Nebenbäche.
Die Gemeinde hat eine Fläche von 80,84 Quadratkilometer. Davon sind je 46 Prozent landwirtschaftliche Nutzfläche und Wald.

### Gemeindegliederung
Das Gemeindegebiet umfasst folgende sechs Ortschaften bzw. gleichnamige Katastralgemeinden (Einwohner Stand 1. Jänner 2024, Fläche 31. Dezember 2023):
- Puchegg (536 Ew.; 1.365,84 ha) mit In der Linden R, In der Vorauleiten, Lindenviertel, Steinhöfviertel und Wutzlviertel
- Reinberg (221 Ew.; 743,09 ha) mit Beigütl, Bühl, Goldsberg, Haidbauer, Kottingdorf, Lafnitzmühle, Lehen, Mayerhof, Pferschy, Tamp und Winkl
- Riegersbach (740 Ew.; 1.722,37 ha) mit Feldbauern, Forster, Karl auf der Halt, Kernbauer, Moihof, Pichl, Reifbach, Stiftingbauern, Theißl, Waldbach und Weißenbach
- Schachen bei Vorau (1141 Ew.); KG Schachen (1.904,88 ha) mit Einöd, Greilberg, Hofstätten, In der Höll, Lembach, Oberes Sandviertel, Rechberg, Schachenwiese und Unteres Sandviertel
- Vorau (1344 Ew.; 471,52 ha) mit Auf der Kring und dem Augustiner Chorherrenstift
- Vornholz (642 Ew.; 1.875,88 ha) mit Dörfl, Eben, Holzbauern, Im Berg und Reiherbach

### Gemeindezusammenlegung
Seit 1. Jänner 2015 ist Vorau im Rahmen der steiermärkischen Gemeindestrukturreform mit den Gemeinden Puchegg, Riegersberg, Schachen bei Vorau und Vornholz zusammengeschlossen. Die neue Gemeinde führt den Namen „Vorau“ weiter.

### Nachbargemeinden
|                     | Waldbach-Mönichwald | Sankt Lorenzen am Wechsel |
| Wenigzell           | Kompass             | Rohrbach an der Lafnitz   |
| Pöllau (Steiermark) | Pöllauberg          | Grafendorf bei Hartberg   |

## Geschichte
Urkundlich wird Vorau bereits 1149 das erste Mal erwähnt. 1163 kommt es zur Gründung des Stifts Vorau durch Markgraf Ottokar III., die für die weitere Entwicklung des Ortes entscheidend ist. Das Marktrecht wurde Vorau 1280 verliehen.

### Bevölkerungsentwicklung
| Vorau: Einwohnerzahlen von 1869 bis 2024            | Vorau: Einwohnerzahlen von 1869 bis 2024 | Vorau: Einwohnerzahlen von 1869 bis 2024 | Vorau: Einwohnerzahlen von 1869 bis 2024 | Vorau: Einwohnerzahlen von 1869 bis 2024 |
| --------------------------------------------------- | ---------------------------------------- | ---------------------------------------- | ---------------------------------------- | ---------------------------------------- |
| Jahr                                                |                                          |                                          |                                          | Einwohner                                |
| 1869                                                | 1869                                     |                                          | 3.226                                    | 3.226                                    |
| 1880                                                | 1880                                     |                                          | 3.254                                    | 3.254                                    |
| 1890                                                | 1890                                     |                                          | 3.329                                    | 3.329                                    |
| 1900                                                | 1900                                     |                                          | 3.287                                    | 3.287                                    |
| 1910                                                | 1910                                     |                                          | 3.419                                    | 3.419                                    |
| 1923                                                | 1923                                     |                                          | 3.411                                    | 3.411                                    |
| 1934                                                | 1934                                     |                                          | 3.955                                    | 3.955                                    |
| 1939                                                | 1939                                     |                                          | 3.987                                    | 3.987                                    |
| 1951                                                | 1951                                     |                                          | 4.203                                    | 4.203                                    |
| 1961                                                | 1961                                     |                                          | 4.690                                    | 4.690                                    |
| 1971                                                | 1971                                     |                                          | 4.936                                    | 4.936                                    |
| 1981                                                | 1981                                     |                                          | 5.091                                    | 5.091                                    |
| 1991                                                | 1991                                     |                                          | 5.168                                    | 5.168                                    |
| 2001                                                | 2001                                     |                                          | 5.085                                    | 5.085                                    |
| 2011                                                | 2011                                     |                                          | 4.820                                    | 4.820                                    |
| 2021                                                | 2021                                     |                                          | 4.648                                    | 4.648                                    |
| 2024                                                | 2024                                     |                                          | 4.624                                    | 4.624                                    |
| Quelle(n): Statistik Austria, Gebietsstand 1.1.2021 |                                          |                                          |                                          |                                          |

## Kultur und Sehenswürdigkeiten
- Augustinerchorherrnstift

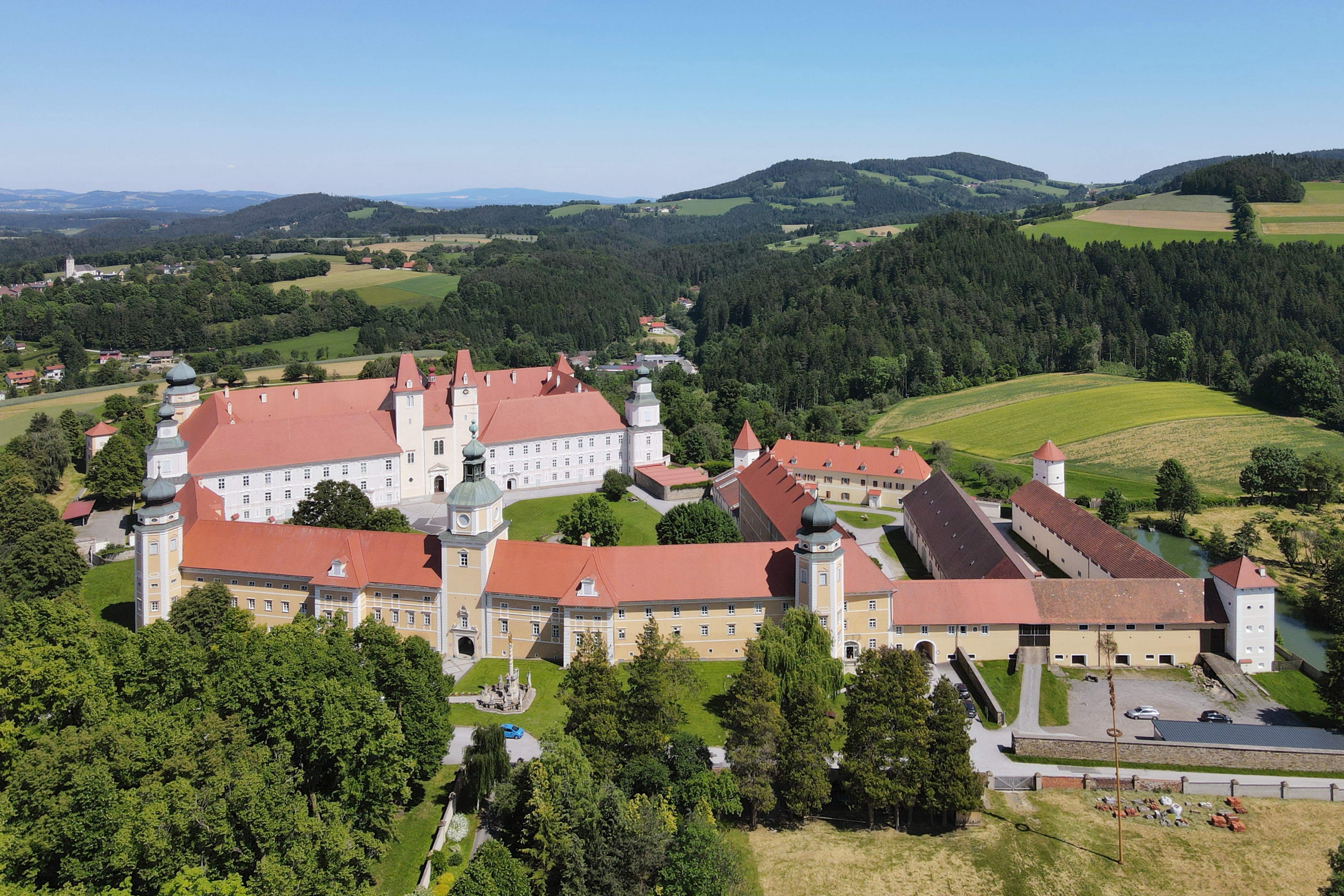
Stift Vorau

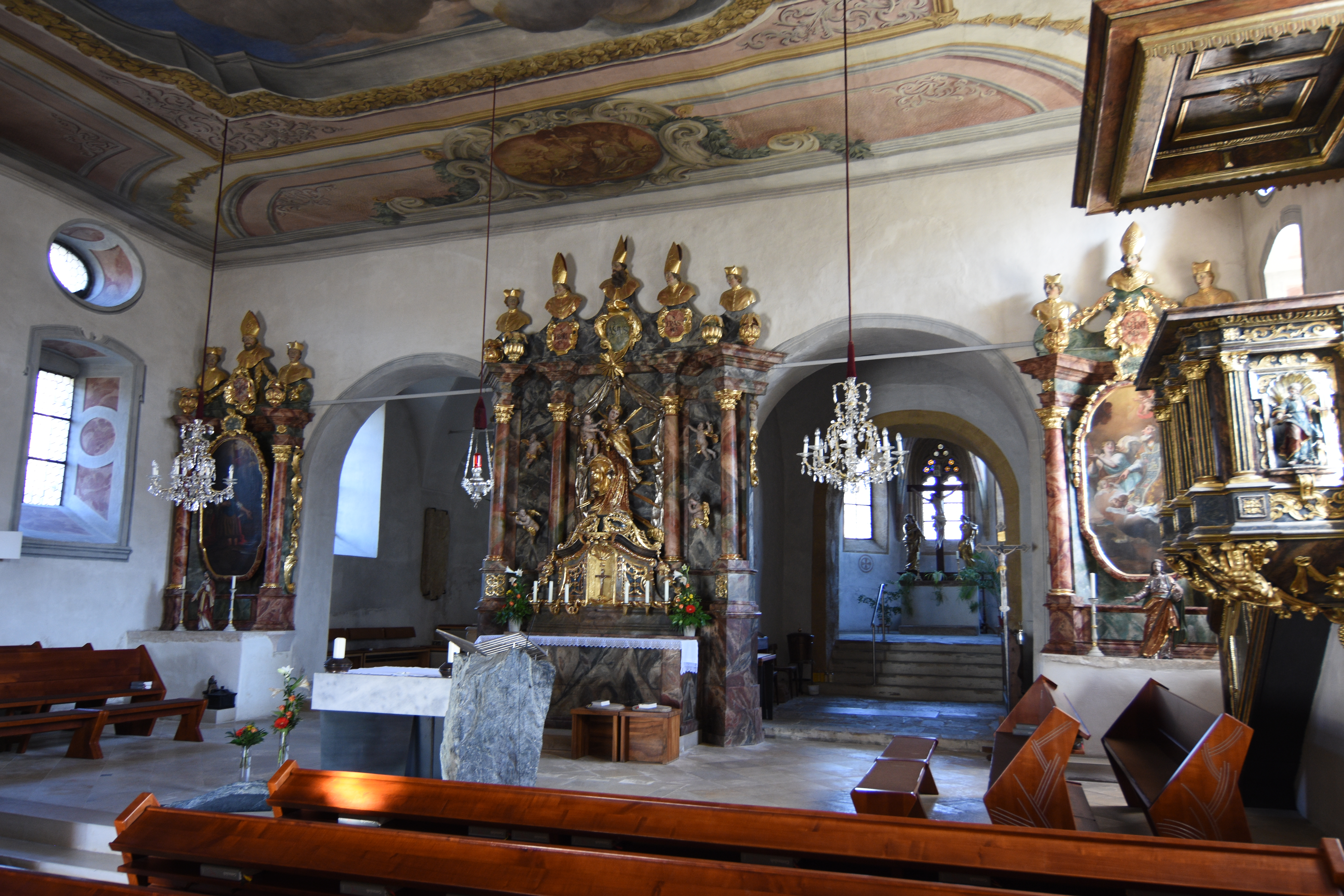
Der Innenraum der Marktkirche

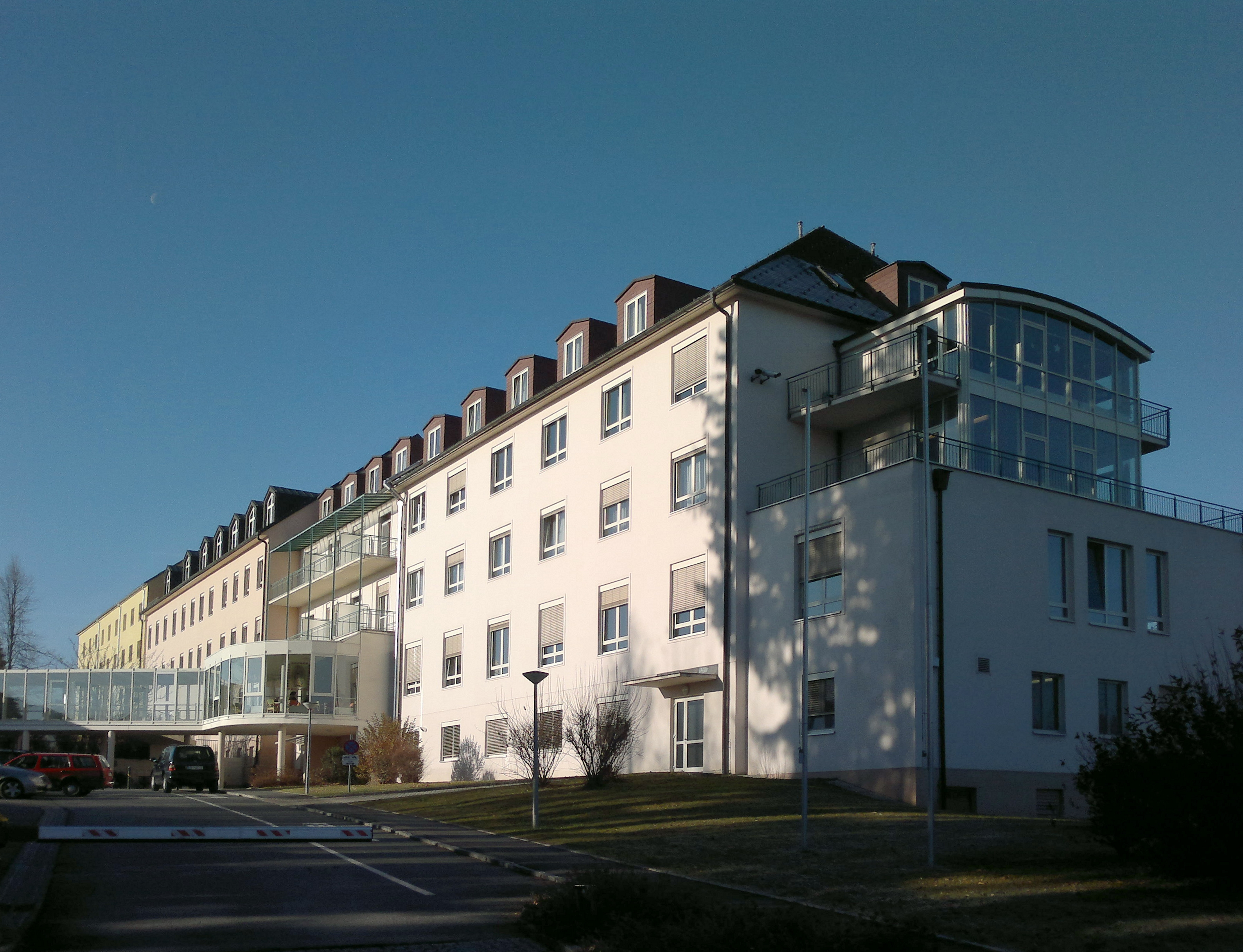
Marienkrankenhaus Vorau, Außenansicht

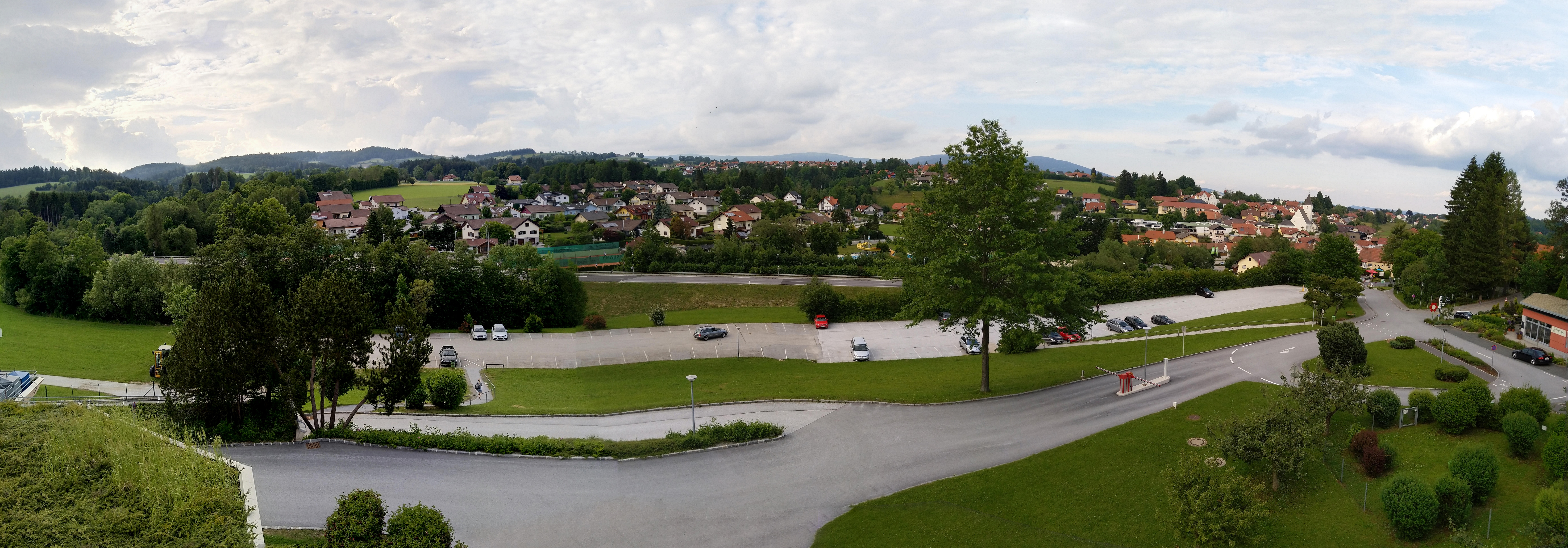
Panorama-Blick auf Vorau, von der Terrasse des Marienkrankenhauses aus gesehen

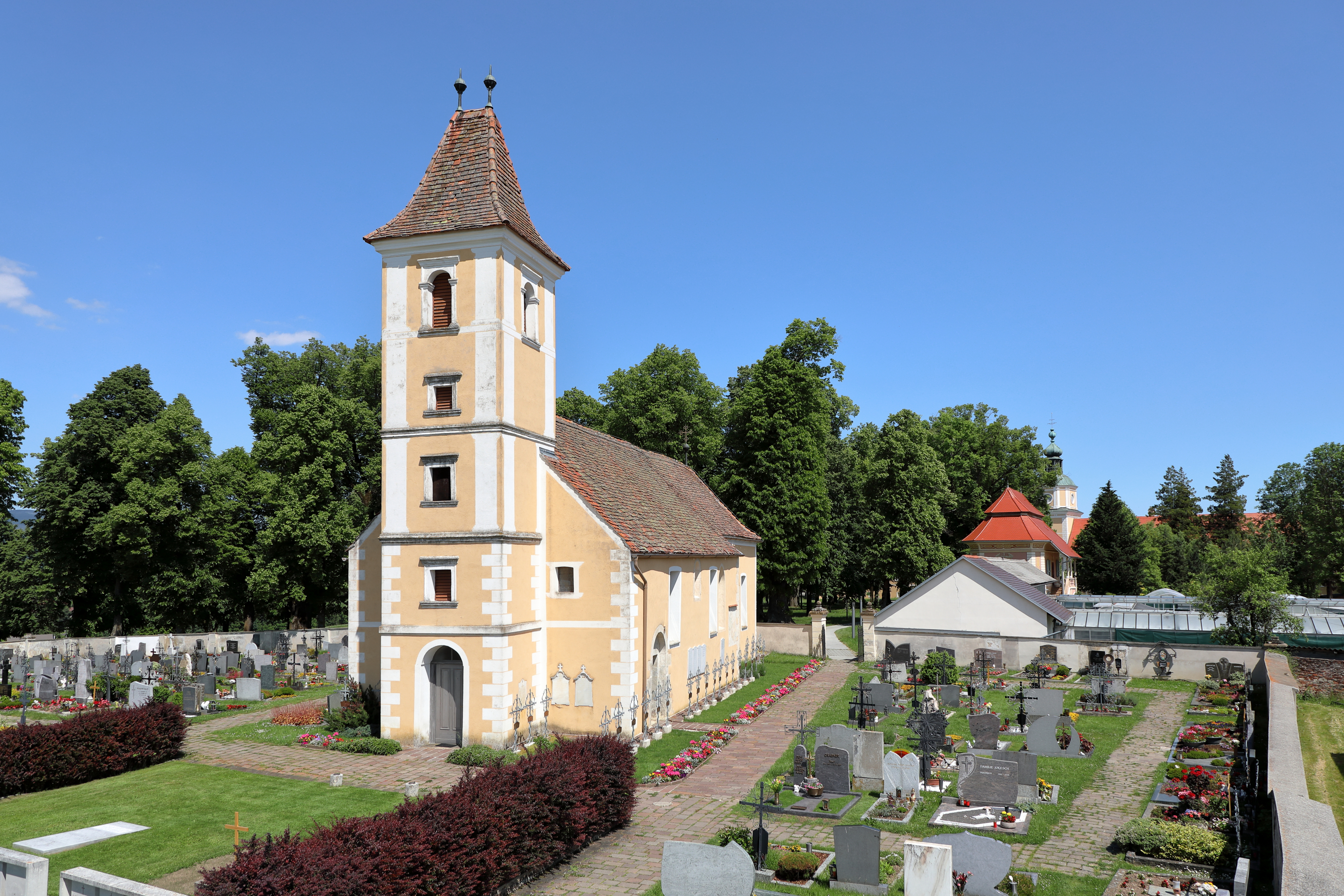
Stiftsfriedhof mit Kirche

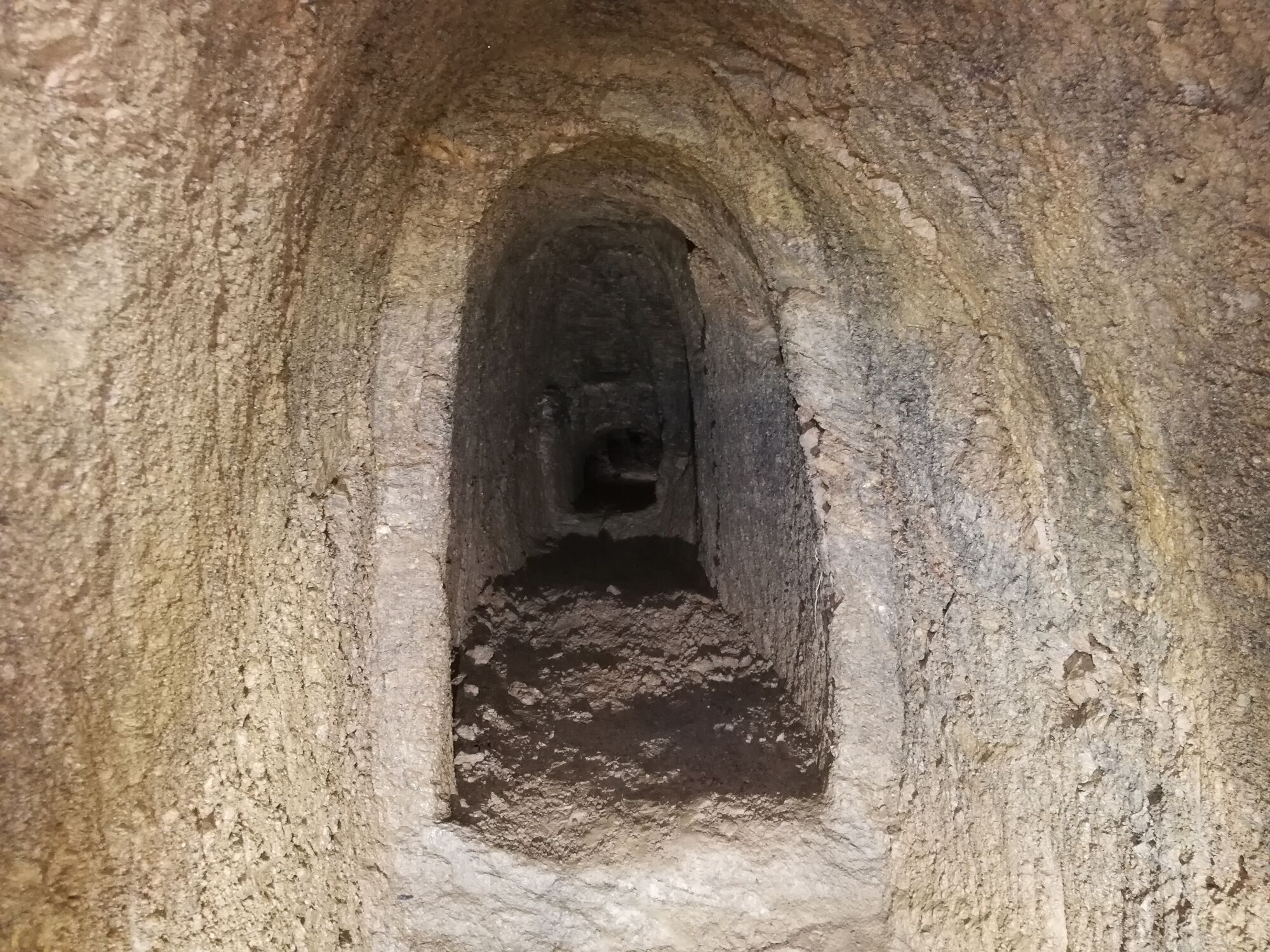
Über 800 unterirdische Anlagen im Gebiet um Vorau

- Katholische Marktkirche Vorau hl. Ägydius, Filialkirche, bis 1783 Pfarrkirche
- Neben den fünf Kirchen, die es in Vorau gibt, ist das Freilichtmuseum „Museumsdorf Vorau“ eine weitere touristische Attraktion.
- Weltweit Einzigartig ist auch die Anzahl an Lochsteinen mit dokumentierten 553 Stück im Bereich Vorau und über 800 bekannten unterirdischen steinernen Anlagen.[7]

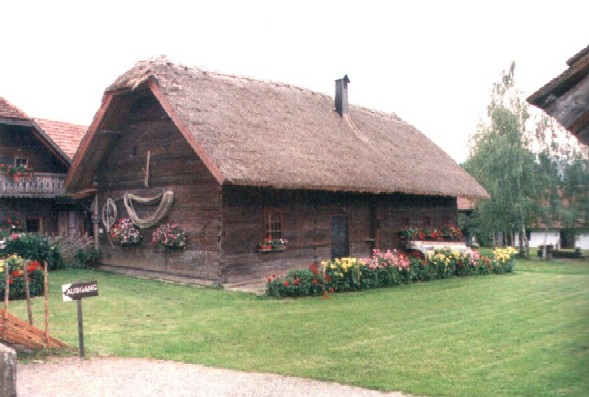
Freilichtmuseum Vorau – Rauchstubenhaus
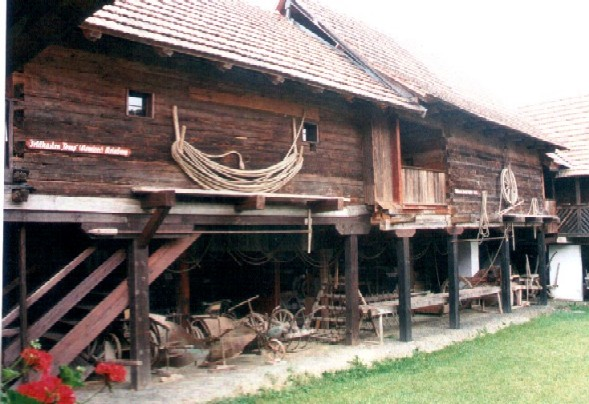
Freilichtmuseum Vorau – Offener Schuppen
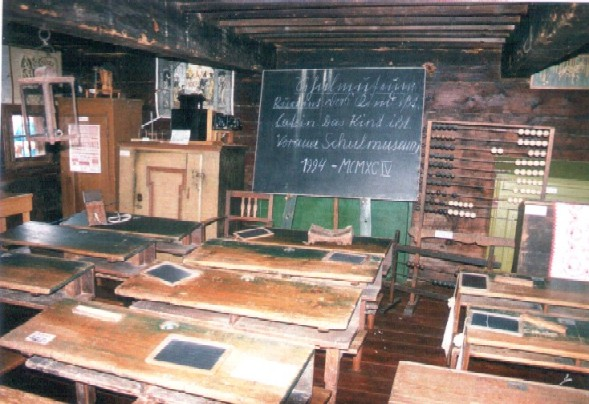
Freilichtmuseum Vorau – Klassenzimmer einer Dorfschule
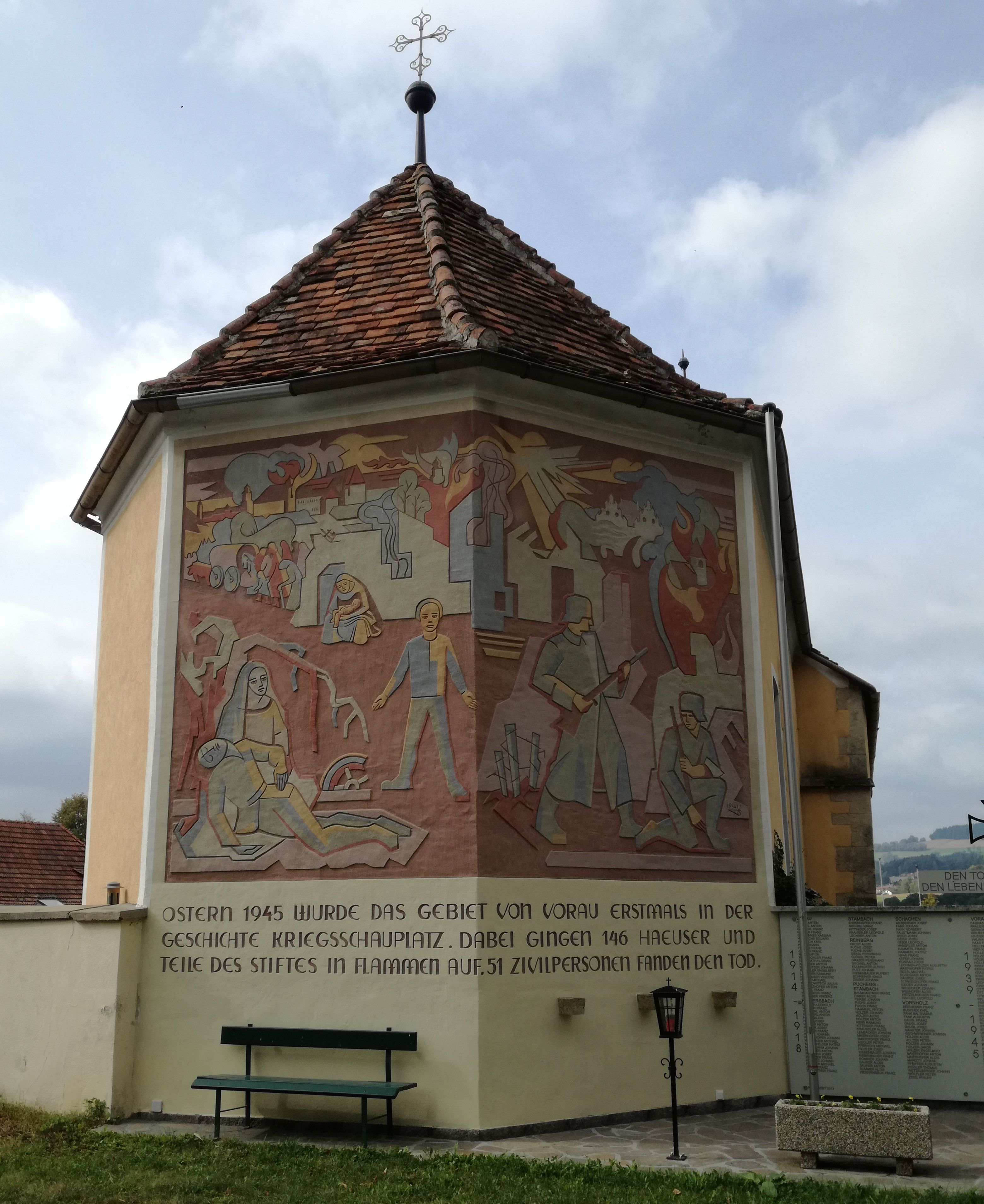
Kriegsdenkmal vor dem Vorauer Stiftsfriedhof

## Wirtschaft und Infrastruktur
In Vorau gibt es eine Volksschule, eine Neue Mittelschule und eine Fachschule für Land- und Ernährungswirtschaft (in Kooperation mit St. Martin).
Als Arbeitgeber, aber auch für die medizinische Versorgung ist das Marienkrankenhaus Vorau für die Region von Bedeutung. Zur medizinischen Versorgung tragen weiters zwei Allgemeinmediziner, ein Zahnarzt und die Augustinus-Apotheke im Ort bei.
Durch Vorau führt mit dem Ostösterreichischen Grenzlandweg ein österreichischer Weitwanderweg.

### Tourismusverband
Die Gemeinde bildet gemeinsam mit Fischbach, Miesenbach, Ratten, Rettenegg, Strallegg, St. Kathrein am Hauenstein, St. Jakob im Walde, Waldbach-Mönichwald, Wenigzell und Birkfeld den Tourismusverband „Joglland-Waldheimat“. Dessen Sitz ist in St. Jakob im Walde.

## Politik

### Bürgermeister
Ab März 2020 war Patriz Rechberger (ÖVP) Bürgermeister von Vorau. Vor ihm hatte dieses Amt 11 Jahre lang Bernhard Spitzer (ÖVP) inne, der nicht mehr zur Wahl antrat. Rechberger war zuvor Vizebürgermeister von Vorau und langjähriger Bürgermeister von Schachen bei Vorau gewesen. Erster Vize-Bürgermeister von Vorau ist Erich Kager (ÖVP), Zweiter Vize-Bürgermeister Anton Kogler (FPÖ).
Im November 2024 folgte Andreas Geier Patriz Rechberger als Bürgermeister nach.

### Gemeinderat
Der Gemeinderat wurde durch die Gemeindefusion 2015 von 15 auf 21 Mitglieder erweitert. Nach dem Ergebnis der Gemeinderatswahl 2020 setzt sich dieser wie folgt zusammen:
- 15 Mandate ÖVP
- 04 Mandate FPÖ
- 02 Mandate SPÖ

| Partei          | 2020         | 2020         | 2020         | 2015         | 2015         | 2015         | 2010             | 2010             | 2010             | 2010             | 2010             | 2010             | 2010             | 2010             | 2010             | 2010     | 2010     | 2010     | 2010             | 2010             | 2010             |
| Partei          | Großgemeinde | Großgemeinde | Großgemeinde | Großgemeinde | Großgemeinde | Großgemeinde | Vorau            | Vorau            | Vorau            | Puchegg          | Puchegg          | Puchegg          | Riegersberg      | Riegersberg      | Riegersberg      | Schachen | Schachen | Schachen | Vornholz         | Vornholz         | Vornholz         |
| Partei          | St.          | %            | M.           | St.          | %            | M.           | St.              | %                | M.               | St.              | %                | M.               | St.              | %                | M.               | St.      | %        | M.       | St.              | %                | M.               |
| --------------- | ------------ | ------------ | ------------ | ------------ | ------------ | ------------ | ---------------- | ---------------- | ---------------- | ---------------- | ---------------- | ---------------- | ---------------- | ---------------- | ---------------- | -------- | -------- | -------- | ---------------- | ---------------- | ---------------- |
| ÖVP             | 1957         | 70           | 15           | 1938         | 58           | 13           | 674              | 69               | 11               | 307              | 75               | 7                | 585              | 83               | 13               | 694      | 74       | 12       | 497              | 100              | 9                |
| SPÖ             | 0306         | 11           | 02           | 0443         | 13           | 02           | 302              | 31               | 04               | 103              | 25               | 2                | 124              | 17               | 02               | 100      | 11       | 01       | nicht kandidiert | nicht kandidiert | nicht kandidiert |
| FPÖ             | 0507         | 18           | 04           | 0955         | 29           | 06           | nicht kandidiert | nicht kandidiert | nicht kandidiert | nicht kandidiert | nicht kandidiert | nicht kandidiert | nicht kandidiert | nicht kandidiert | nicht kandidiert | 141      | 15       | 02       | nicht kandidiert | nicht kandidiert | nicht kandidiert |
| Wahlberechtigte | 3.996        | 3.996        | 3.996        | 4.113        | 4.113        | 4.113        | 1.178            | 1.178            | 1.178            | 461              | 461              | 461              | 853              | 853              | 853              | 1.025    | 1.025    | 1.025    | 614              | 614              | 614              |
| Wahlbeteiligung | 70 %         | 70 %         | 70 %         | 82 %         | 82 %         | 82 %         | 85 %             | 85 %             | 85 %             | 91 %             | 91 %             | 91 %             | 85 %             | 85 %             | 85 %             | 92 %     | 92 %     | 92 %     | 86 %             | 86 %             | 86 %             |

### Wappen
Wegen der Gemeindezusammenlegung verlor das Wappen mit 1. Jänner 2015 seine offizielle Gültigkeit.
Die Wiederverleihung erfolgte mit Wirkung vom 10. April 2016.

Die Blasonierung lautet:
„In blauem Schild im Schildfuß eine schwarzgefugte silberne Zinnenmauer, überragt von einem achteckigen viergeschoßigen silbernen Turm mit rotem Schirmdach und goldenem Knauf; der Turm von je einer goldenen Lilie beseitet, die Mauer mit einer goldenen Lilie belegt.“

## Persönlichkeiten

### Ehrenbürger
- 1923: Prosper Berger (1876–1953), Augustiner-Chorherr, Propst des Stiftes Vorau 1920–1953[15]
- 1963: Gilbert Prenner (1914–1996), Augustiner-Chorherr, Propst des Stiftes Vorau 1953–1970[16]
- 1976: Friedrich Niederl (1920–2012), Landeshauptmann der Steiermark 1971–1980[17]
- 1976: Anton Peltzmann (1920–2000), Landesrat[18]
- 1999: Rupert Kroisleitner (* 1939), Augustiner-Chorherr, Propst des Stiftes Vorau 1970–2000[19]
- 2019: Hermann Schützenhöfer (* 1952), Landeshauptmann der Steiermark[20]
- Erwin Haider (* 1938), Unternehmer, Gemeindepolitiker und Sportfunktionär[21]

### Söhne und Töchter der Gemeinde
- Franz Ehrenhöfer (1880–1939), Bildhauer, Maler
- Sigi Bergmann (1938–2022), Journalist und Boxkommentator
- Josef Kandlhofer (* 1948), Jurist
- Felicitas Pauss (* 1951), Physikerin
- Josef Schlömicher-Thier (* 1954), Politiker (SPÖ)
- Alois Kernbauer (* 1955), Archivar
- Reinhold Lopatka (* 1960), Politiker (ÖVP)
- Gerald Groß (* 1964), Ehemaliger Moderator der Zeit im Bild
- Hubert Lang (* 1964), Politiker (ÖVP)
- Michaela Resetar (* 1966), Politikerin (ÖVP)
- Johannes Chum (* ≈1968), Opernsänger
- Hans Peter Doskozil (* 1970), Politiker (SPÖ)
- Dieter Kandlhofer (* 1970), Beamter und Politiker (ÖVP)
- Johannes Zeiler (* 1970), Schauspieler
- Norbert Hofer (* 1971), Politiker (FPÖ)
- Ferdinand Feldhofer (* 1979), Fußballspieler
- Gernot Kerschbaumer (* 1983), Orientierungsläufer
- Philipp Semlic (* 1983), Fußballspieler und Trainer
- Mario Sonnleitner (* 1986), Fußballspieler
- Sarah Posch (* 1999), Model und Germany’s Next Topmodel Finalistin

### Mit Vorau verbundene Persönlichkeiten
- Johann Cyriak Hackhofer (1675–1731), Maler
- Ottokar Kernstock (1848–1928), Dichter, Priester und Augustiner-Chorherr (Stift Vorau)
- Franz Kölbl (1876–1956), Politiker der Christlichsozialen Partei, Präsident des Steiermärkischen Landtages 1920–1933
- Barbara Sicharter (1829–1905), Gründerin der katholischen Schwesterngemeinschaft Marienschwestern und des Marienkrankenhauses in Vorau

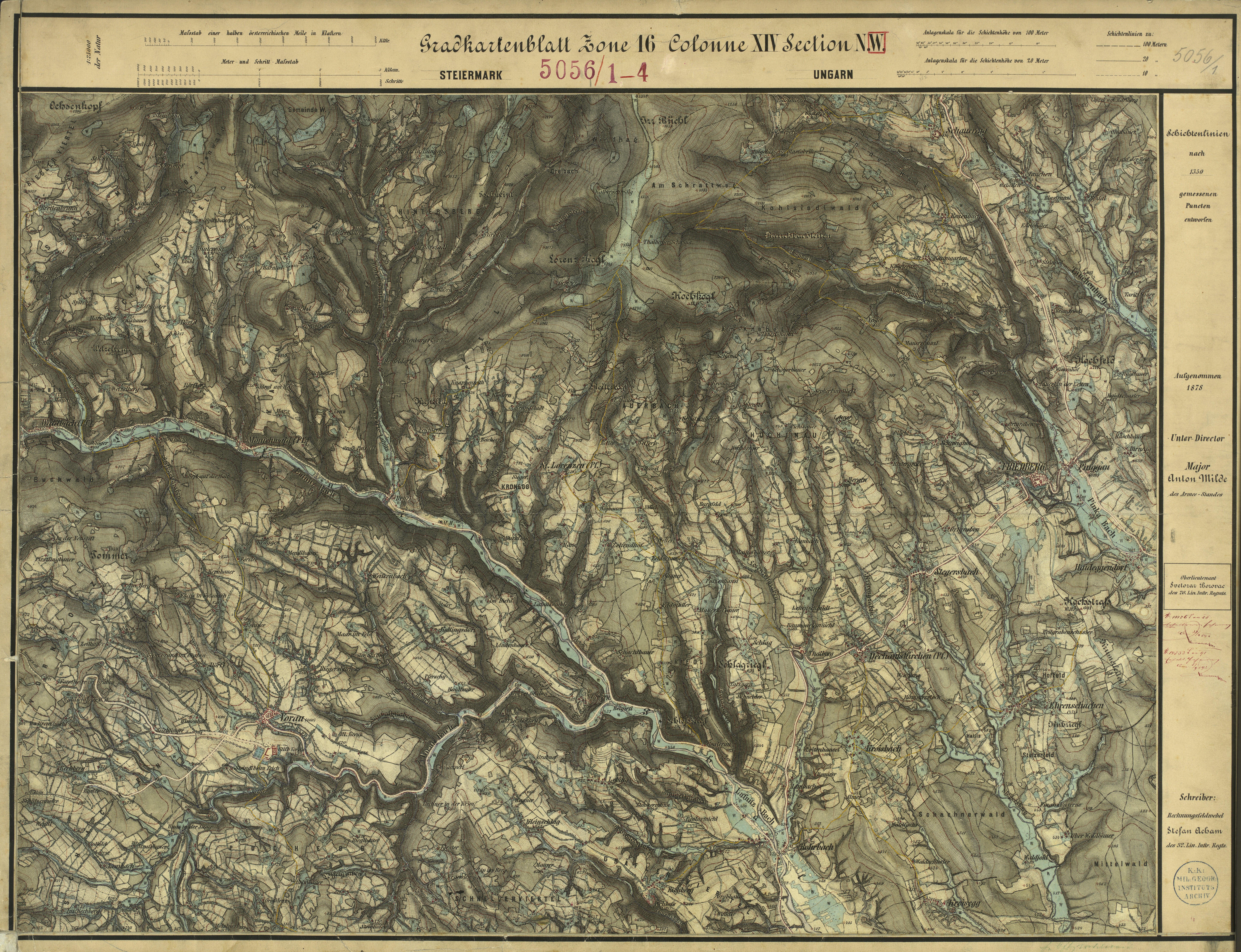
Vorau (links unten) um 1878 (Aufnahmeblatt der Landesaufnahme)